# Abdel Al Badaoui
Abdelhafid Al Badaoui Sabri (Marruecos, 25 de mayo de 1996), más conocido como Abdel Al Badaoui, es un futbolista marroquí que juega de centrocampista.

## Trayectoria
Estuvo en las categorías inferiores del Sint-Truidense y el Standard de Lieja.
En la temporada 2017-18 fichó por el R. F. C. Seraing, en el que jugó durante cuatro temporadas entre la Tercera y Segunda División de Bélgica. En total disputó 90 partidos y en la campaña 2020-21 contribuyó con ocho goles al ascenso a la Primera División.
El 1 de agosto de 2021 se comprometió con la A. D. Alcorcón por dos temporadas. En la primera vuelta de la temporada disputó 19 partidos y anotó un gol, en la Copa del Rey frente al Sporting de Gijón, antes de salir cedido el 15 de enero de 2022 al Waasland-Beveren, que en ese momento iba segundo en la Segunda División de Bélgica. Unos meses después puso rumbo a Catar para jugar en el Al-Kharitiyath S. C.

## Clubes
| Club                      | País    | Año       |
| ------------------------- | ------- | --------- |
| C. S. Visé                | Bélgica | 2014      |
| Sint-Truidense "B"        | Bélgica | 2014-2016 |
| Standard de Lieja "B"     | Bélgica | 2016-2017 |
| R. F. C. Seraing          | Bélgica | 2017-2021 |
| A. D. Alcorcón            | España  | 2021-2022 |
| Waasland-Beveren (cedido) | Bélgica | 2022      |
| Al-Kharitiyath S. C.      | Catar   | 2022-2023 |
| Al-Duhail Sports Club     | Catar   | 2024      |